# 長瀬川 (福島県)
長瀬川（ながせがわ）は、福島県を流れる一級河川。阿賀野川水系の支流で、磐梯高原（裏磐梯）の水を集め猪苗代湖に注ぐ。

## 地理
安達太良山、吾妻連峰、磐梯山、猫魔ヶ岳、雄国山などの水を集める。支流の酸川（すかわ）は活火山の安達太良山に水源を持ち、pH3前後の強酸性水のため、長瀬川の河口近辺でもpH5前後の酸性水により、川の砂利などは赤茶色となり猪苗代湖も酸性を示す。この酸性水の影響により有機物やリンが吸着･結合して沈殿するため、猪苗代湖は高い透明度を保っている。

## 流域の自治体
福島県
耶麻郡北塩原村、猪苗代町

## 支流
下流より記載
- 観音寺川
- 酸川（流域面積103.9km2）
  - 小田川
  - 高森川
    - 梵天川
- 秋元湖（流域面積112.2km2）
  - 中津川
  - 大倉川
- 小野川湖（流域面積40.5km2）
  - 小野川
- 桧原湖（流域面積106.4km2）
  - 会津川
  - 雄子沢川
    - 雄国沼

## 河川施設
以下の湖が多目的ダムとして利用されている。
- 秋元湖ダム
- 小野川湖ダム
- 桧原湖ダム

主な橋梁
※下流より順に
- 月輪大橋 - 国道49号
- 小金橋 - 旧国道49号
- 中の目橋 - 福島県道203号川桁停車場堅田線
- 磐越自動車道
- 長瀬川橋梁 - JR磐越西線
- 西館橋 - 福島県道322号壷楊本町線
- 猪苗代大橋
- 長瀬川橋 - 国道115号